# Sonic Adventure
Sonic Adventure (ソニックアドベンチャー?, Sonikku Adobenchā) è un videogioco a piattaforme e d'azione sviluppato da Sonic Team. Il gioco venne pubblicato il 23 dicembre 1998 in Giappone, il 9 settembre 1999 nel Nord America, il 14 ottobre in Europa, il 18 ottobre in Belgio, nei Paesi Bassi e in Lussemburgo, e il 1º dicembre in Australia, da SEGA per il Sega Dreamcast. 
Le edizioni distribuite in Occidente, essendo state pubblicate quasi un anno dopo l'originale, vantano della presenza di meno errori di programmazione rispetto a quella giapponese, perciò venne messa in commercio una versione finale aggiornata, chiamata Sonic Adventure International (ソニックアドベンチャー インターナショナル?, Sonikku Adobenchā Intānashonaru), distribuita esclusivamente in Giappone il 14 ottobre 1999, la quale è identica a quella americana.
Si tratta del sesto capitolo principale della serie, sesto sviluppato interamente dall'originale studio giapponese Sonic Team (senza contare Sonic Jam) e il primo gioco nella serie ad essere completamente in 3D. Cronologicamente, il gioco è ambientato alcuni anni dopo Sonic the Hedgehog 4 Episodio 2. Inoltre, il gioco è il primo a presentare l'attuale nuovo design dei personaggi principali della serie, che rappresenta la loro crescita fisica avvenuta con il passare degli anni dopo gli eventi di Sonic & Knuckles. Il gioco introduce anche due nuovi personaggi della serie, Big the Cat e E-102 "γ".
Con 2.42 milioni di copie vendute, è il videogioco più venduto su Dreamcast.

## Trama

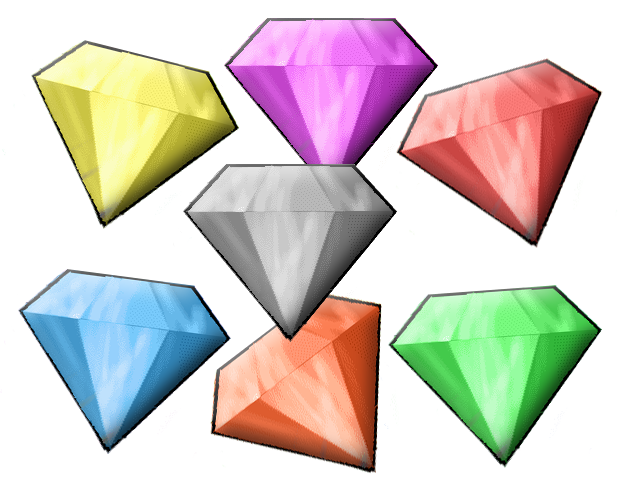
I sette Chaos Emerald

### Antefatti
Tremila anni fa, i Chaos Emerald e il Master Emerald erano custoditi ad Angel Island, su un altare sito vicino al territorio del Clan Knuckles, una tribù di echidna comandata dal malvagio Pachacamac, affamato di territori da sottomettere alla sua tirannia. Sua figlia Tikal diventò amica dei Chao (adorabili creaturine simili a gocce d'acqua) e "Chaos" (un Chao mutato dopo aver toccato la gemma), spirito dell'acqua, guardiano dell'altare e protettore dei Chao. Tikal tentò invano di dissuadere gli Echidna dal rubare il Master Emerald dall'altare; durante l'assalto, gli Echidna ferirono i Chao e Chaos, adirato, assorbì il potere dei sette Chaos Emerald trasformandosi in Perfect Chaos e annientò gli echidna tranne Tikal, la quale, supplicò il Master Emerald di sigillare lei e l'ormai "malvagio Dio della Distruzione" nella gemma; con il passare dei millenni, tale vicenda diventò una leggenda.
Al presente, il terribile e crudele Dottor Eggman scopre l'antico santuario degli Echidna durante la costruzione della sua nuova base a Mystic Ruins, decifra le tavole e apprende la leggenda di Chaos. Il folle scienziato pianifica quindi di liberare Chaos dal Master Emerald, usarlo per distruggere Station Square e costruire Eggmanland sulle rovine della città, realizzando inoltre una gigantesca aeronave e una nuova linea di robot.

### Sonic
Sonic è in vacanza a Station Square, una grande metropoli abitata da umani. Una sera assiste agli scontri tra i celerini e uno strano essere liquido senziente che riesce apparentemente a sconfiggere davanti al municipio, ignorando che è controllato dal dottor Eggman. Il giorno dopo, mentre il riccio si rilassa all'esterno dell'albergo cittadino, assiste all'anomalo schianto dell'aereo del suo migliore amico Tails; una volta recuperato, il volpino spiega che stava effettuando dei test con un Chaos Emerlad e porta Sonic al suo laboratorio a Mystic Ruins. Tuttavia, appena arrivati, i due vengono aggrediti da Eggman, che ruba la gemma a Tails e la dà in pasto a Chaos, il mostro incrociato da Sonic la sera prima. I due capiscono che devono ottenere tutti gli smeraldi per risolvere la questione e riescono a recuperarne altri due, uno a Windy Valley e l'altro a Casinopolis. Ma non appena il duo esce dal casinò, Eggman tende un'altra imboscata e ruba le due gemme addormentando i nemici con gas soporifero. Al risveglio, Sonic e Tails non si arrendono e recuperano il quarto smeraldo ad Icecap, ma mentre si dirigono al laboratorio di Tails vengono aggrediti da Knuckles, il quale pretende di farsi consegnare la gemma; nel mezzo dello scontro riappare Eggman, che ruba lo smeraldo e potenzia ulteriormente Chaos, che viene sconfitto dal trio. Eggman fugge con Chaos a bordo della sua enorme aeronave, l'Egg Carrier (lett. Egg-Portaerei) e Sonic e Tails lo inseguono sul Tornado, venendo però abbattuti. Sonic precipita a Station Square e incontra Amy, che lo costringe a tenere d'occhio il suo Flicky. Mentre i tre girano per le strade cittadine vengono sorpresi da un robot di Eggman che sta inseguendo la ragazza; nonostante la situazione Amy entra a Twinkle Park e Sonic cerca di seguirla, perdendola di vista. Mentre il riccio blu cerca Amy, scopre troppo tardi che è stata catturata assieme al Flicky dal robot e lo insegue fino a Mystic Ruins, ma il robot sale sull'Egg Carrier con un raggio traente. Sonic scala la montagna, ma proprio quando è convinto di aver perso l'occasione arriva Tails sul Tornado 2. Dopo un ulteriore inseguimento Tails e Sonic atterrano rocambolescamente sul ponte dell'aeronave, che viene immediatamente riconfigurata e allunga la strada ai due. Giunti sul ponte principale, Eggman manda all'attacco il suo robot Gamma, ma proprio quando il riccio sta per distruggerlo Amy gli sbarra la strada affermando di essere stata stata aiutata dal robot. Sonic ordina a Tails di portare via Amy e riconfigura l'Egg Carrier incappando poi nel gatto Big; questi recupera il suo ranocchio Froggy da un Chaos ulteriormente potenziato e Sonic si getta dall'aeronave nel tentativo di acciuffare il suo arcinemico. Caduto a Mystic Ruins, il riccio blu scopre tramite la luce dello "spirito guida" che lo ha aiutato, un antico santuario popolato da una tribù di echidna millenni fa e un murale ritraente un Chaos mostruoso. Sonic scova successivamente la base nascosta di Eggman, la Final Egg, dove ingaggia lo scontro finale con lo scienziato rimasto senza Chaos Emerald, riesce a fuggire e si riunisce a Tails, tornando quindi a Station Square per proseguire la sua vacanza.

### Tails
Tails sta testando un biplano con un Chaos Emerald, ma a causa di un malfunzionamento si schianta sulla costa di Station Square, dove Sonic è in vacanza. Il volpino spiega l'accaduto a Sonic e lo invita al suo laboratorio a Mystic Ruins. Tuttavia, appena arrivati, i due vengono aggrediti da Eggman, che ruba la gemma a Tails e la dà in pasto a Chaos, un mostro incrociato da Sonic la sera prima in città. I due capiscono che devono ottenere tutti gli smeraldi per risolvere la questione e riescono a recuperarne altri due, uno a Windy Valley e l'altro a Casinopolis. Ma non appena il duo esce dal casinò, Eggman tende un'altra imboscata e ruba le due gemme addormentando i nemici con gas soporifero. Al risveglio, Sonic e Tails non si arrendono e recuperano il quarto smeraldo ad Icecap, ma mentre si dirigono al laboratorio di Tails vengono aggrediti da Knuckles, il quale pretende di farsi consegnare la gemma; nel mezzo dello scontro riappare Eggman, che ruba lo smeraldo e potenzia ulteriormente Chaos, che viene sconfitto dal trio. Eggman fugge con Chaos a bordo della sua enorme aeronave, l'Egg Carrier, e Sonic e Tails lo inseguono sul Tornado, venendo però abbattuti. Il volpino, precipitato a Mystic Ruins, riflette sul suo primo incontro con il riccio e si fa forza per proseguire da solo. Proprio quando sta per raccogliere un Chaos Emerald, questo viene inghiottito da un ranocchio di passaggio; dopo un inseguimento Tails recupera lo smeraldo ma effettua un viaggio temporale e incontra un'echidna femmina chiamata Tikal. Tornato al presente, Tails viene travolto da un grosso gatto che si porta via il ranocchio, ma poiché il volpino ha riottenuto il Chaos Emerald torna al suo laboratorio e completa la sua invenzione, il Tornado 2. Decollato, recupera Sonic in cima alle montagne e dopo un ulteriore inseguimento dell'Egg Carrier, Tails e Sonic atterrano rocambolescamente sul ponte dell'aeronave, che viene immediatamente riconfigurata e allunga la strada ai due. Giunti sul ponte principale, Eggman manda all'attacco il suo robot Gamma, ma proprio quando il riccio sta per distruggerlo Amy gli sbarra la strada affermando di essere stata aiutata dal robot. Sonic ordina a Tails di portare via Amy e l'Egg Carrier si schianta in mare. Tornato a Station Square, il volpino osserva Eggman lanciare un suo missile sulla città che però non esplode; lo scienziato cerca di attivarlo nuovamente, ma Tails arriva per primo e lo disattiva. Lo scienziato, ormai furibondo, ingaggia sul suo Egg Walker lo scontro finale con Tails, ma questi riesce a distruggerlo e si allontana trionfante applaudito dagli abitanti della città, riunendosi infine a Sonic.

### Knuckles
Durante una notte tempestosa, Knuckles sta sorvegliando il Master Emerald, che viene improvvisamente distrutto da uno scossone e incontra uno strano mostro liquido; l'echidna tenta invano di affrontarlo e assiste impotente alla caduta in mare di Angel Island. Giunto a Station Square, Knuckles trova sei frammenti del Master Emerald (tre a Speed Highway e tre a Casinopolis) e viene mandato nel passato, dove vede una ragazza del suo Clan supplicare suo padre di non conquistare terre straniere. Tornato al presente il guerriero echidna incontra Eggman con due Chaos Emerald che dà in pasto a Chaos, il mostro liquido incontrato sulla sua isola; una volta sconfitto il mostro, lo scienziato avverte Knuckles che anche Sonic sta cercando i frammenti del Master Emerald. Tornato a Mystic Ruins, l'echidna trova altri tre frammenti a Red Mountain e non appena nota Sonic e Tails con una gemma in mano, li obbliga a farsela consegnare; nel mezzo dello scontro riappare Eggman, il quale ruba i due smeraldi e potenzia ulteriormente Chaos; Knuckles capisce quindi di essere stato ingannato e aiuta Sonic e Tails a sconfiggere Chaos. Eggman fugge con Chaos a bordo della sua enorme aeronave, l'Egg Carrier; Sonic e Tails lo inseguono, mentre l'echidna trova altri tre frammenti nell'antico santuario della sua specie, venendo poi mandato nel passato una seconda volta. Osserva Tikal persuadere inutilmente Chaos e i Chao di lasciare l'altare del Master Emerald prima che suo padre arrivi. Tornato al presente, Knuckles assembla i pezzi raccolti e scopre che i mancanti sono sull'Egg Carrier; segue quindi E-102 Gamma all'ingresso della Final Egg e si infiltra sull'aeronave, recuperando gli ultimi tre pezzi, per poi finire nuovamente nel passato. Stavolta nota l'altare in fiamme e parla con Tikal, che corre verso il Master Emerald, mentre il guerriero torna al presente e sfida per l'ultima volta Chaos. Una volta sconfitto il mostro l'Egg Carrier si schianta, Knuckles torna all'altare con i sei smeraldi rubati da Eggman e gli ultimi tre pezzi, completa quindi il Master Emerald e Angel Island si rialza.

### Amy
Amy sta facendo shopping a Station Square quando incappa improvvisamente in un Flicky; i due vengono inquadrati da ZERO, un robot di Eggman, che li insegue. Quando il robot sembra seminato, Amy incontra Sonic e gli chiede di tenere d'occhio il Flicky, ma costui rifiuta. Mentre Amy segue Sonic fino a Twinkle Park giunge nuovamente ZERO, ma nonostante la situazione, la riccia entra nel parco finendo separata da Sonic e di lì a poco viene catturata assieme al Flicky da ZERO, che li porta sulla grossa aeronave di Eggman, l'Egg Carrier, imprigionandoli. Davanti alla cella arriva un altro robot, Gamma, che non riesce a farsi dare il Flicky e, animato dal passero, fa evadere i due che vengono nuovamente inseguiti da ZERO. Amy viene trasportata nel passato e scopre Tikal davanti ai Chao all'altare del Master Emerald e, una volta tornata al presente, viene messa con le spalle al muro da Eggman, che ruba il Chaos Emerald contenuto nell'amuleto del Flicky. Non appena Amy nota Sonic e Tails combattere Gamma, lei sbarra la strada ai due spiegando di essere stata aiutata dal robot. Sonic ordina a Tails di portare via Amy e l'Egg Carrier si schianta in mare. Tornata a Station Square, Amy nota una fotografia ritraente i fratelli del Flicky e decide di aiutarlo a ritrovarli. I due attraversano la Final Egg, ma non trovano niente e salgono quindi sull'Egg Carrier ormai ammarato, dove trovano finalmente i due fratelli. ZERO attacca a sorpresa e Amy, furibonda, lo distrugge a martellate per poi rivolgere un ultimo saluto ai suoi tre amici Flicky, tornando quindi a Station Square.

### Big
Big è un grande gatto viola molto pigro che ama pescare e ha come animale domestico un ranocchio chiamato Froggy. Mentre dorme in piena notte, si verifica uno scossone e Froggy va a investigare incuriosito. Giunto al luogo dello schianto, Froggy ingoia una strana pozzanghera d'acqua che gli fa crescere una coda e ingoia il Chaos Emerald di Big. Costui lo segue passando per Twinkle Park (Station Square), Icecap e infine la stazione ferroviaria a Mystic Ruins, ma lo lascia andare per errore; Big attraversa quindi anche Emerald Coast; non appena Big raggiunge il ranocchio, questo viene preso da Gamma. Nel seguire i due, Big sale a bordo dell'Egg Carrier ma non appena lo recupera nella sala macchine dell'aeronave, il gattone finisce nel passato e apprende di Chaos e i Chao all'altare del Master Emerald. Tornato al presente, Big e Froggy tentano di fuggire recandosi sul ponte, ma incontrano Eggman, il quale spiega che Froggy è posseduto dalla coda di Chaos (brutalmente potenziato) e il ranocchio ci si tuffa dentro, trasformando ulteriormente Chaos e perdendo finalmente la coda. Big riesce a recuperare Froggy con l'aiuto di Sonic e fugge dall'Egg Carrier con il Tornado 2. I due amici tornano finalmente a casa a Mystic Ruins.

### Gamma
E-102 "Gamma" è il secondo esemplare di una nuova serie di robot creata da Eggman. Dopo alcuni addestramenti, Gamma distrugge il "fratello maggiore" Beta e lo scienziato lo ammette sulla sua enorme aeronave, l'Egg Carrier. A bordo di essa, Eggman ordina a Gamma e i suoi simili (Delta, Epsilon e Zeta) di trovare un ranocchio verde con una coda particolare. Gamma lo ruba al suo proprietario Big a Emerald Coast ma viene temporaneamente trasportato nel passato, dove scopre Chaos e i Chao all'altare del Master Emerald. Tornato sull'Egg Carrier con il ranocchio, Gamma viene coperto di onori mentre gli altri tre che hanno fallito vengono scartati. Lo scienziato ordina quindi a Gamma di recuperare un Flicky imprigionato a bordo, notando prima Beta in corso di modifiche pesanti. Quando Amy si rifiuta di consegnare il Flicky azzurro, questo vola verso il robot e questo, animato dalla presenza del pennuto, fa evadere i prigionieri, avvertendoli di stare attenti al fratello maggiore ZERO. Gamma viene quindi potenziato da Eggman, che gli ordina di eliminare Sonic e Tails, nel frattempo saliti a bordo per salvare Amy; non appena la riccia nota lo scontro, lei sbarra la strada ai due amici spiegando che è stata aiutata dal robot. Sonic ordina a Tails di portare via Amy e l'Egg Carrier si schianta in mare. Subito dopo lo schianto, Gamma parte a caccia dei fratelli minori e li sconfigge, liberando i Flicky che li alimentano (Delta a Windy Valley ed Epsilon a Red Mountain). Tornato sull'ormai ammarata aeronave, Gamma affronta Zeta nella sala macchine e E-101 Mark II (Beta) sul ponte esterno; di lì a poco osserva uno dei pennuti liberati e si autodistrugge, liberando anche il Flicky femmina rosa al suo interno. I due pennuti mostrati nell'immagine di fine storia sono i fratelli dell'uccellino di Amy.

### Super Sonic (finale)
Il Tornado 2 con ancora il Chaos Emerald è a Mystic Ruins; poco dopo Angel Island cade nuovamente in mare e Eggman ritrova Chaos a Mysitc Ruins, sopravvissuto allo schianto dell'Egg Carrier. Knuckles intuisce che l'isola potrebbe essere caduta a causa dei sei smeraldi che si era portato dietro con gli ultimi tre frammenti del Master Emerald. L'echidna cerca di avvertire Sonic ma trova Eggman stordito borbottare qualcosa che non comprende. Intanto, alla stazione di Mystic Ruins, Tails avverte Sonic della nuova caduta di Angel Island e, giunti sul luogo dell'accaduto, scoprono che Knuckles ed Eggman sono stati aggrediti da Chaos; l'echidna spiega che il mostro ha tradito Eggman (intenzionato quindi a vendicarsi), rubato i sei smeraldi e non deve prendere anche il mancante. Tuttavia Sonic viene nuovamente mandato nel passato e scopre da Tikal che nella notte in cui la tribù degli Echidna provò a prendere i Chaos Emerald, Chaos si trasformò in un mostro e lei sigillò sé stessa e Chaos con il Master Emerald per assicurare che Chaos non distruggesse il mondo con la sua furia. Proprio quando Sonic e Tails stanno per prendere lo smeraldo sul Tornado 2, questo viene improvvisamente rubato da Chaos, che si trasforma in Perfect Chaos e inonda furibondo Station Square, vomitando inoltre i Chaos Emerald ormai prosciugati e "spenti"; Eggman cerca di vendicarsi con l'Egg Carrier 2 ma Perfect Chaos la abbatte. Tikal supplica Sonic di sigillarlo nel Master Emerald di nuovo ma il riccio non è d'accordo, perché secondo lui intrappolare Chaos nel Master Emerald non fermerà l'ira di Chaos, ma l'alimenterebbe. Tails, Amy, Big, Knuckles e il Flicky rosa usato da Gamma consegnano i Chaos Emerald a Sonic, che si "riaccendono" a causa delle emozioni positive e il riccio si trasforma in Super Sonic. Questi combatte Chaos e lo sconfigge, neutralizzando la sua ira con il travolgente potere della virtù. La dolce Tikal informa Chaos (tornato normale) che i Chao convivono in pace con gli umani ormai da secoli e i due partono per una destinazione sconosciuta, mentre Sonic osserva Eggman ritirarsi e parte per una nuova avventura.

## Modalità di gioco
Il gioco si divide in due parti diverse: le Fasi Azione (Action Stage) e i Campi di Avventura (Adventure Field), che fungono da canali di accesso per i vari Action Stage.

### Campi di Avventura
I Campi di Avventura (Adventure Field) sono livelli di gioco non lineari, creati per risolvere semplici enigmi, per l'esplorazione e l'avanzamento della trama. Ogni Adventure Field si collega agli altri due, che a loro volta hanno gli accessi agli Action Stage. Ci sono quattro Adventure Field:
- Station Square: una grande città metropolitana ispirata alle maggiori città della East Coast, luogo dove Sonic combatte per la prima volta Chaos. Alla stazione vi è un treno che porta a Mystic Ruins.
- Mystic Ruins: un'area montagnosa e allo stesso tempo il Campo di Avventura più grande del gioco. Al suo interno vi è l'isola caduta di Angel Island, una ziggurat appartenuta secoli prima alla stirpe degli Echidna, il laboratorio di Tails ed una base del Dr. Eggman. Vi si può accedere prendendo il treno da Station Square.
- Egg Carrier: la gigantesca aeronave creata dal Dr. Eggman. Al suo interno vi si possono trovare vari strumenti di trasporto unici solo a questo Campo di Avventura. Inoltre è anche il luogo dove la maggior parte dei personaggi giocabili deve affrontare il corrispettivo boss finale.
- Egg Carrier schiantato: quest'area comparirà quando l'Egg Carrier si sarà schiantato a terra. Per accedervi possono essere utilizzate due barche, la prima proveniente da Station Square e la seconda da Mystic Ruins.

### Fasi Azione
Le Fasi Azione (Action Stage) sono livelli giocabili. È l'unico tipo di area dove Sonic o qualcun altro dei suoi compagni incontreranno nemici (a parte per le battaglie coi boss nei Campi di Avventura). Ci sono undici Fasi Azione, accessibili da diversi personaggi; Sonic ha la maggior parte di queste, perché può accedere a 10 su 11 livelli; il personaggio che accede a meno livelli è Amy, con soli tre. L'elemento migliore con cui si possono confrontare gli Action Stage sono i livelli di vari titoli precedenti della serie. Tuttavia, diversamente dai precedenti giochi di Sonic, gli Action Stage non sono composti da Zone e Atti. Al contrario, il gioco sembra che abbia gli Adventure Field al posto delle Zone e gli Action Stage al posto degli Atti. Ogni Action Stage ha tre missioni, chiamate (in ordine crescente di difficoltà) C, B, A.
| Campo di Avventura | Fase Azione   | Descrizione | Personaggi giocabili           |
| ------------------ | ------------- | --- | ------------------------------ |
| Station Square     | Emerald Coast | La spiaggia e la costa vicino accessibile dalla piscina dell'albergo di Station Square | Sonic, Big ed E-102 Gamma      |
| Station Square     | Casinopolis   | Un casinò talvolta aperto solo di notte con flipper e slot machine nella sala principale, un bagno, una cassaforte e un dedalo di tunnel sotterranei per la spazzatura con grandi ventole | Sonic, Tails e Knuckles        |
| Station Square     | Twinkle Park  | Un enorme parco divertimenti con "autoscontri", montagne russe e varie attrazioni vicino all'albergo e la stazione | Sonic, Amy e Big               |
| Station Square     | Speed Highway | Un'intricata rete di strade a scorrimento veloce che collega alti grattacieli tra loro | Sonic, Tails e Knuckles        |
| Mystic Ruins       | Windy Valley  | Una valle in alta montagna con alture scoscese e ponti tibetani | Sonic, Tails ed E-102 Gamma    |
| Mystic Ruins       | Ice Cap       | Il ghiacciaio sulle vette più alte di Mystic Ruins | Sonic, Tails e Big             |
| Mystic Ruins       | Red Mountain  | Una serie di vulcani effusivi attivi con grotte sotto di essi | Sonic, Knuckles ed E-102 Gamma |
| Mystic Ruins       | Lost World    | L'interno dell'antico santuario degli Echidna | Sonic e Knuckles               |
| Mystic Ruins       | Sand Hill     | Un'area desertica con canyon e rovine. Nel suo minigioco bisogna usare lo snowboard e passare sotto al maggior numero di archi possibile per fare punti | Tails e Sonic                  |
| Mystic Ruins       | Final Egg     | La nuova e sofisticatissima base di Eggman, vicina al santuario degli Echidna | Sonic, Amy ed E-102 Gamma      |
| Egg Carrier        | Sky Chase     | Minigioco in due atti giocabile solo con Sonic e Tails; quest'ultimo pilota il Tornado (Atto 1, Tornado 2 nell'Atto 2) e deve raggiungere l'Egg Carrier abbattendo i caccia nemici che volano addosso e arrecano danni al biplano. Premendo il tasto per saltare o attaccare si sparano pallottole a mitraglia, mentre tenendo premuto uno degli stessi tasti si possono agganciare fino a sei bersagli con il mirino e lanciare missili a ricerca termica al rilascio | Sonic e Tails                  |
| Egg Carrier        | Sky Deck      | L'intricato dedalo di pedane che appare solo quando l'Egg Carrier è trasformata | Sonic, Tails e Knuckles        |
| Egg Carrier        | Hot Shelter   | L'enorme sala macchine dell'Egg Carrier, con enormi ingranaggi, un acquario e una "linea ferroviaria" per il trasporto | Amy, Big ed E-102 Gamma        |

## Produzione
Questo è il secondo gioco completamente 3D nella serie Sonic the Hedgehog dopo Sonic 3D: Flickies' Island (escluso il gioco cancellato per Sega Saturn, Sonic X-treme e, sempre per il Saturn, Sonic Jam) ed è generalmente considerata la più impressionante dimostrazione di capacità grafica acquisita dal genere. È stato uno dei primi titoli usciti per Sega Dreamcast ed è anche stato il primo "vero" gioco di Sonic (sviluppato dal Sonic Team) da Sonic & Knuckles nel 1994. È generalmente considerato dai fan il più grande ritorno di Sonic dopo una serie di titoli di scarso successo come Sonic 3D: Flickies' Island e Knuckles' Chaotix.
Questo è stato l'ultimo gioco in Nord America e Europa dove il principale antagonista fa riferimento al "Dr. Robotnik". Quando vennero creati i giochi di Sonic, il nome del cattivo era il nome americano, a causa della fine della Guerra fredda. Sonic e gli amici si riferiscono a Robotnik con il soprannome di "Eggman" in questo gioco. Il manuale si riferisce ora a lui come "Dr. Eggman alias Dr. Robotnik", poi con Sonic Adventure 2 comincia a chiamarsi solamente "Dr. Eggman".
Durante la creazione di Sonic Adventure il Sonic Team incominciò a ingaggiare i doppiatori che avrebbero interpretato i personaggi del gioco. La doppiatrice e cantante Shiyo Niiyama venne chiamata dal Sonic Team per interpretare Amy Rose. Lei accettò entusiasta la proposta. Tutti gli attori passarono i provini e doppiarono i rispettivi personaggi, ma Shiyo al momento delle audizioni non si presentò, le vennero fissati altri appuntamenti nell'arco del mese ma non si presentò in nessuno di questi. Tutti i personaggi erano stati doppiati, l'unico a cui mancava la voce era Amy Rose. Inizialmente il gioco doveva essere pubblicato d'autunno del 1998, ma a causa dell'assenza di una doppiatrice per Amy la pubblicazione venne rimandata. Eriko Kimura, direttore del doppiaggio, decise di rimpiazzare Shiyo Niiyama con Taeko Kawata, quest'ultima interpretò Amy Rose per tutti i titoli successivi. Il gioco riuscì ad essere pubblicato prima della fine dell'anno e fin da subito ricevette ottimi consensi da parte del pubblico.

## Personaggi
Diversamente dal precedente action game della serie, Sonic 3D: Flickies' Island, Sonic Adventure ha sei diversi personaggi selezionabili, tre in più rispetto agli altri tre disponibili in Sonic 3 & Knuckles.
| Personaggi selezionabili | Antagonisti          | Personaggi minori                                                                                 | Boss |
| --- | -------------------- | ------------------------------------------------------------------------------------------------- | --- |
| - Sonic the Hedgehog - Miles "Tails" Prower - Knuckles the Echidna - Amy Rose - Big the Cat - E-102 Gamma - Super Sonic - Metal Sonic | - Dr. Eggman - Chaos | - Tikal - Pachacamac - Chao - E-100 Alpha - E-101 Beta - E-103 Delta - E-104 Epsilon - E-105 Zeta | - Chaos 0 - Chaos 2 - Chaos 4 - Chaos 6 - Perfect Chaos - Egg Hornet - Egg Viper - Egg Walker - E-100 Alpha - E-101 Beta - E-103 Delta - E-104 Epsilon - E-105 Zeta - E-101 mkII |

## Doppiaggio
Sonic Adventure è il primo gioco della serie interamente doppiato; al di fuori del Sol Levante il gioco presenta doppiaggio, sottotitoli e qualsiasi testo in inglese.
| Personaggi                                                 | Doppiatore originale       | Doppiatore americano        |
| ---------------------------------------------------------- | -------------------------- | --------------------------- |
| Sonic the Hedgehog / Super Sonic                           | Jun'ichi Kanemaru          | Ryan Drummond               |
| Miles "Tails" Prower                                       | Kazuki Hayashi             | Corey Bringas               |
| Knuckles the Echidna                                       | Nobutoshi Canna            | Michael McGaharn            |
| Amy Rose                                                   | Taeko Kawata               | Jennifer Douillard          |
| Big the Cat                                                | Syun Yashiro               | Jon St. John                |
| E-102 Gamma                                                | Jyoji Nakata               | Steve Broadie               |
| Pachacamac                                                 | Tōru Ōkawa                 | Steve Broadie               |
| Dr. Eggman                                                 | Chikao Ōtsuka              | Deem Bristow                |
| Tikal e voce base del menu                                 | Kaori Asō                  | Elara Distler               |
| Annunciatore di Station Square e computer dell'Egg Carrier | Kaho Kōda                  | Lani Minella                |
| Giornalista 1                                              | Kaho Kōda                  | Lani Minella                |
| Giornalista 2                                              | Yūji Naka (?)              | Steve Broadie               |
| Chao                                                       | Tomoko Sasaki              | Tomoko Sasaki               |
| Cittadini                                                  | Nobutoshi Canna, Kaho Kōda | Lani Minella, Steve Broadie |

## Sviluppo

### Antefatti
Negli anni 90, Sega era una delle compagnie videoludiche di maggiore successo grazie all'ascesa del suo Mega Drive. Le sue vendite erano favorite dalla popolarità del franchise a piattaforme 2D della mascotte della compagnia, Sonic the Hedgehog. All'epoca, il co-creatore Yuji Naka produceva i giochi negli Stati Uniti con il Sega Technical Institute (STI). Dopo aver completato Sonic & Knuckles nel 1994, Naka tornò in Giappone per lavorare con il Sonic Team. Il STI iniziò poi a realizzare Sonic X-treme per il Sega Saturn, che sarebbe stato il primo titolo del franchise ad essere completamente in 3D. X-treme ebbe una serie di problemi e fu cancellato nel 1996. La sua cancellazione contribuì parecchio a rendere il Saturn un disastro commerciale, lasciandolo senza giochi di Sonic originali. Intanto, Naka e il Sonic Team realizzarono giochi per Saturn originali come Nights into Dreams (1996).
Naka voleva realizzare un gioco di Sonic in 3D ma riteneva che solo il Sonic Team avrebbe dovuto occuparsene; la sua respinta di lasciare usare al STI il motore grafico di Nights ha contribuito alla cancellazione di X-treme. Vista la mancanza di giochi di Sonic per Saturn,(ne furono prodotti solo tre: Sonic 3D: Flickies' Island nel 1996, Sonic Jam e Sonic R nel 1997. Sonic R è l'unico originale per Saturn, poiché 3D Flickies' Island e Jam sono porting di titoli per Mega Drive.) secondo Retro Gamer Sonic è diventato parte degli "antefatti" a metà del 1997, così "è stato sorprendente vedere che, solo sei anni dopo il suo debutto, Sonic era già retrò." Il designer di Nights into Dreams Takashi Iizuka pensava che i fan di Sonic erano rimasti delusi perché il Sonic Team non si stava concentrando sulla serie. Inoltre, Kazuyuki Hoshino, direttore artistico di Sonic Adventure, credeva che Sonic fosse diventato obsoleto durante l'era del Saturn.

### Idee
Nell'agosto 1996, poco dopo aver terminato Nights into Dreams, Iizuka propose Sonic Adventure come un gioco di ruolo di Sonic con grande enfasi sulla narrativa. Il Sonic Team iniziò a lavorarci ad aprile 1997 sul Saturn con 20 dipendenti esperti. Creò il primo prototipo usando il motore di Nights, ma le limitate capacità del Saturnresero la produzione difficile. L'allora presidente Sega Hayao Nakayama informò Naka del successore del Saturn, il Dreamcast; credeva che questo permettesse al Sonic Team di creare il gioco di Sonic perfetto. Quando il team apprese che il Dreamcast era quasi finito, si spostarono su di esso per trarre vantaggio dalla maggiore quantità di RAM, la CPU più forte e il VMU. Non volendo perdere tutto il lavoro, lo misero come bonus nella raccolta Sonic Jam, ultimo gioco di Sonic per Saturn. La produzione sul Dreamcast iniziò a luglio 1997.
Iizuka fece da regista di Sonic Adventure e Naka il produttore. Era uno dei giochi più grandi dell'epoca,. il team giunse a 60 membri dopo 10 mesi e in titale vi lavorarono più di 100 sviluppatori. Il Sonic Team lo sviluppò con il Dreamcast, puntando a pubblicarlo a dicembre 1998, anche se significava dare migliorie dopo l'uscita. Realizzare Sonic Adventure assieme alla console, che non fu completata fino a due mesi prima dell'uscita del gioco, ha dato a Iizuka influenze per la realizzazione del Dreamcast; ad esempio, riuscì a chiedere più RAM per la console proprio per Sonic Adventure. Secondo l'ex-produttore di Sega of America Mark Subotnick, Naka cancellò Geist Force, un "on-rails shooter" pianificato come titolo di lancio del Dreamcast, in modo da poter usare il software di proprietà per Sonic Adventure.

### Colonna sonora
La colonna sonora è stata curata da Jun Senoue. Essa, dunque, comprende sia le vocal tracks che la musica che fa da sottofondo al gioco (BGM). Le vocal tracks sono sei, contenute negli album Sonic Adventure Songs With Attitude ~Vocal Mini Album~ e Sonic Adventure Remix e comprendono It Doesn't Matter, Believe In Myself, Unknown From M.E., My Sweet Passion, Lazy Days - Livin' In Paradise e infine il tema principale Open Your Heart, in seguito remixato da Bentley Jones e contenuto nell'album distribuito a gennaio 2008 chiamato True Blue - The Best of Sonic the Hedgehog, il quale contiene le più celebri canzoni che hanno caratterizzato i giochi di Sonic.
Per quanto riguarda le musiche che fanno da sottofondo ai vari livelli, esse sono contenute nell'album SONIC ADVENTURE "Digi-LOG Conversation" Original Sound Track. L'album è composto da due CD: nel primo sono contenute 36 tracce e nel secondo 33. Il 18 maggio 2011, in occasione del ventesimo anniversario della serie, è stato pubblicato l'album Sonic Adventure Original Soundtrack 20th Anniversary Edition, composto da 30 tracce musicali sia vocal tracks che musica di sottofondo.
Il 18 settembre 2014, sono stati pubblicati altri tre album: Sonic Adventure Original Sound Track vol.1, Sonic Adventure Original Sound Track vol.2 e Passion & Pride: Anthems with Attitude from the Sonic Adventure Era. I primi due contengono sempre le tracce musicali dei livelli del gioco, mentre il terzo comprende le canzoni, sia in forma cantata che strumentale.

## Altre edizioni

### Sonic Adventure: Limited Edition
Sonic Adventure: Limited Edition è una versione speciale prenotabile dell'edizione pubblicata in Nord America di Sonic Adventure per Sega Dreamcast. Frutto della collaborazione tra SEGA e Hollywood Video, venne distribuita nel luglio 1999 e quindi due mesi prima della distribuzione dell'edizione normale. Il gioco non presenta grandi differenze rispetto all'originale, difatti è possibile completare il gioco al 100% ma non è possibile utilizzare la funzione legata ad Internet, questa infatti è disattivata.

### Sonic Adventure International

Logo dell'edizione International

Sonic Adventure International (ソニックアドベンチャー・インターナショナル?, Sonikku Adobenchā Intānashonaru) è un'edizione revisionata di Sonic Adventure edita con questo nome esclusivamente sul mercato giapponese mentre in Nord America ed in Europa è stata chiamata semplicemente "Sonic Adventure". Essenzialmente è la versione distribuita a livello internazionale del gioco ma con la presenza di alcuni accorgimenti minori nel prodotto finale. Questa seconda pubblicazione è stata ritenuta necessaria in quanto il titolo originale fu lanciato sul mercato giapponese prima del previsto e inoltre erano presenti diversi errori di programmazione e alcune caratteristiche non sviluppate, difatti la versione su cui si basa è quella statunitense che è stata distribuita ben dieci mesi dopo all'originale in Giappone e quindi vanta anche di alcune correzioni a diversi bug. È stata anche l'ultima edizione del gioco pubblicata per Dreamcast.

### LCD
Sonic Adventure ha ricevuto una controparte, in gran parte non correlata, per una console portatile LCD di Tiger Electronics, distribuita nel 2000.

### Sonic Adventure DX: Director's Cut

Logo dell'edizione DX: Director's Cut

Sonic Adventure DX: Director's Cut  (ソニックアドベンチャー デラックス?, Sonikku Adobenchā Derakkusu) è un'edizione aggiornata di Sonic Adventure sviluppata da Now Production e Sega Studios Shanghai e pubblicata per GameCube e per i PC basati su Microsoft Windows nel 2003. Nel 2010, una sua versione aggiornata è stata resa disponibile come DLC per l'edizione originale di Sonic Adventure per PlayStation Network e Xbox Live ed infine nel 2011 è stata distribuita anche per il servizio Steam. Il gioco è stato distribuito come una conversione di Sonic Adventure International, uscito originalmente su Dreamcast, con diverse caratteristiche aggiuntive. La versione per PC fu pubblicata originalmente solo in Giappone ed in Europa e solo successivamente per un periodo limitato di tempo in Nord America.
Sonic Adventure DX: Director's Cut include tutte le caratteristiche principali di Sonic Adventure International con diversi dettagli aggiuntivi e cambiamenti. Questi includono un miglioramento della grafica sia per i personaggi principali, i cui modelli sono stati ricreati con un numero più elevato di poligoni, sia per i livelli a cui è stata applicata la tecnologia shading (la quale però è assente nella versione PC), che è stata impiegata anche per gli effetti dell'acqua. Il gioco viaggia a una velocità di 60 frame al secondo, e sono stati ridotti i tempi di caricamento, anche se alcuni effetti sonori risultano leggermente più lenti. È stata inserita una mappa negli Adventure Field in modo da semplificare l'attraversamento di alcuni livelli molto grandi e una modalità telecamera, caratteristiche entrambe accessibili attraverso il menu di pausa. Quest'ultima offre all'utente la possibilità di selezionare tra l'originale automatica o quella libera; la prima permette di intravedere il gioco in prima persona mentre la seconda di ruotare attorno al personaggio selezionato offrendo una panoramica più ampia del paesaggio. Sono stati apportati diversi accorgimenti minori nei livelli per risolvere degli errori di programmazione, rimuovendo alcuni glitch, tuttavia ne sono stati inseriti altri, i quali risultano comunque meno problematici degli originali.
La possibilità di connettersi ad Internet è stata rimossa, nonostante ciò un buon numero di contenuti scaricabili presenti nell'edizione Dreamcast, quali il Black Market del Chao Garden e i pacchetti contenenti le voci dei personaggi sono stati resi disponibili fin dal principio senza aver bisogno di sbloccarli, mentre le caratteristiche online sono assenti. Il minigioco per VMU Chao Adventure è stato sostituito con la connettività di un Game Boy Advance alla console (questo solo per l'edizione per GameCube, mentre nella versione PC è presente ma inutilizzabile), inoltre nell'edizione Windows manca una variante del Tiny Chao Garden, qui sostituito con un trasportatore di Chao. Il sistema legato alla cura dei Chao è stato reso più simile a quello di Sonic Adventure 2: Battle. Metal Sonic è diventato un personaggio sbloccabile nella modalità Trial dopo aver ottenuto tutti gli emblemi ed è giocabile nei livelli di Sonic, mentre Cream the Rabbit compie brevi apparizioni a Station Square sia in modalità Adventure che in Mission, anche se non ha un ruolo attivo nella storia o verso il giocatore, con il quale non interagisce. Nella missione 12 della modalità Mission di Knuckles è stato inserito un easter egg, infatti se ci si reca vicino al laboratorio di Tails si potranno vedere dei cartelli raffiguranti le copertine dei giochi Sonic Mega Collection, Sonic Advance 2 e Sonic Pinball Party in aggiunta a un'illustrazione dell'anime Sonic X ed un'altra con Cream e Cheese.
Altre novità introdotte sono la modalità Mission (lett. "Missione"), che presenta 60 missioni che richiedono al giocatore di completare diversi obiettivi posti tra gli Adventure Field e gli Action Stage, facendo uso di personaggi diversi a seconda delle situazioni, e la modalità Minigame (lett. "Minigioco"), che è una raccolta di minigiochi, composta da dodici titoli della serie usciti precedentemente su Game Gear: Sonic the Hedgehog, Sonic Drift, Sonic the Hedgehog Chaos, Sonic the Hedgehog Spinball, Sonic Labyrinth, Sonic the Hedgehog 2, Dr. Robotnik's Mean Bean Machine, Sonic the Hedgehog: Triple Trouble, Sonic Drift 2, Tails' Skypatrol, Sonic Blast e Tails Adventure. Tutti i giochi supportano la funzionalità multigiocatore premendo il tasto Start sul secondo controller, il che farà riavviare il gioco scelto e sullo schermo e verranno visualizzate due sessioni di gioco separate, inoltre i giocatori avranno modo di sfidarsi nei giochi in cui è presente la modalità multigiocatore, come nei casi di Sonic Drift, Dr. Robotnik's Mean Bean Machine e Sonic Drift 2. Ciò rappresenta anche la prima volta in assoluto in cui Sonic Drift e Tails' Skypatrol sono stati distribuiti al di fuori del Giappone mentre Sonic the Hedgehog Spinball e Dr. Robotnik's Mean Bean Machine hanno debuttato sul mercato giapponese (i due giochi in questione uscirono in Giappone esclusivamente nelle loro versioni per Sega Mega Drive). Un nuovo titolo per Game Gear viene sbloccato ogni 20 emblemi raccolti; al raggiungimento dei 100 emblemi questi si sbloccheranno ogni 10 emblemi ottenuti o in alternativa dopo aver completato 20 delle 60 missioni nella modalità Mission.
Le recensioni riguardanti questa riedizione sono risultate meno positive rispetto al predecessore per Dreamcast, ottenendo un punteggio inferiore rispetto alla distribuzione originale.

### Distribuzione digitale
Il 10 giugno 2010, SEGA annunciò che il gioco sarebbe stato reso disponibile come titolo scaricabile per le console Xbox 360 e PlayStation 3 assieme a Crazy Taxi. Sonic Adventure venne pubblicato per Xbox Live e PlayStation Network rispettivamente il 15 e il 21 settembre 2010. Venne distribuito anche per Steam il 5 marzo 2011 e per il servizio PlayStation Now nel 2019.
Anche in questa versione sono state apportate alcune modifiche; la grafica è stata resa più luminosa sia per i livelli che i personaggi, le texture sono più pulite se giocato in HD, sono stati aggiunti dei bordi viola ai lati se giocato a tutto schermo mentre gli effetti sonori presenti nel Sound Test sono stati riordinati in modo migliore. Altre differenze riguardano il cambiamento del tipo di carattere utilizzato nei sottotitoli, la rimozione della modalità Minigame, la quale permetteva di giocare ai capitoli della serie per Game Gear, l'introduzione dei trofei e la possibilità di accedere ad Internet per vedere le classifiche ed i progressi degli altri giocatori. Altri cambiamenti riguardano una modifica nella storia di Super Sonic, precisamente quando Sonic si trova all'altare bruciante assieme a Tikal, la quale non viene più mostrata come una cutscene ma bensì come un filmato, l'easter egg della missione 12 della modalità Mission di Knuckles è stato modificato, sostituendo i cartelli di Sonic Mega Collection, Sonic Advance 2 e Sonic Pinball Party con quelli di Sonic the Hedgehog, Sonic the Hedgehog 4 Episodio 1 e Sonic Unleashed, mentre gli altri due sono rimasti invariati.

## Contenuti aggiuntivi

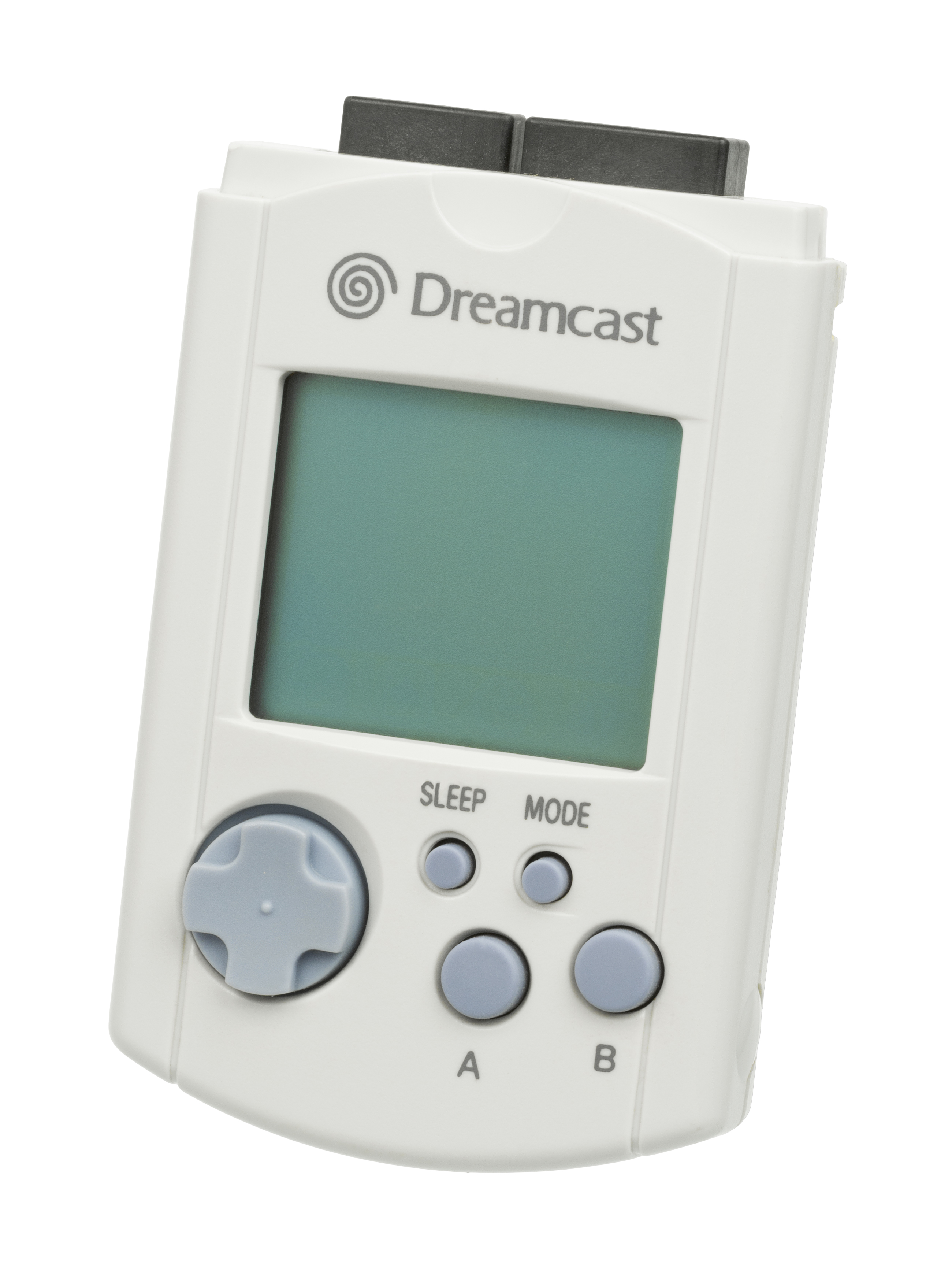
Il VMU non fungeva solo da dispositivo per il salvataggio dei progressi di gioco ma anche dei DLC

Quando Sonic Adventure venne pubblicato originalmente su Dreamcast, SEGA e Sonic Team inserirono regolarmente diversi DLC gratuiti sul sito ufficiale per permettere ai giocatori di sbloccare elementi già programmati in precedenza ma nascosti nei dati del disco del gioco. Tutto ciò era possibile salvando i contenuti aggiuntivi su i VMU. La maggior parte di questi contenuti sono composti da eventi e sfide le quali sono quasi tutte ambientate a Station Square.

## Accoglienza
| Testata                            | Versione | Giudizio |
| ---------------------------------- | -------- | -------- |
| Metacritic (media al 10-05-2020)   | GC       | 57/100   |
| Metacritic (media al 10-05-2020)   | PS3      | 50/100   |
| Metacritic (media al 10-05-2020)   | X360     | 48/100   |
| GameRankings (media al 09-12-2019) | DC       | 86.51%   |
| GameRankings (media al 09-12-2019) | GC       | 64.43%   |
| GameRankings (media al 09-12-2019) | PC       | 61.75%   |
| GameRankings (media al 09-12-2019) | PS3      | 52.92%   |
| GameRankings (media al 09-12-2019) | X360     | 52.08%   |
| GameSpot                           | DC       | 9.2/10   |
| IGN                                | DC       | 8.6/10   |
| Famitsū                            | DC       | 38/40    |
| SpazioGames.it                     | DC       | 9/10     |
| SpazioGames.it                     | GC       | 6.5/10   |
| GameZone                           | GC       | 8.3/10   |
| ScrewAttack                        | GC       | 8/10     |
| Everyeye.it                        | GC       | 6.5/10   |

Le recensioni dell'epoca furono molto positive, tra alcune notevoli vi sono quelle di GameSpot che ha dato al gioco il voto di 9.2, quella di IGN che ha assegnato un 8.6 come giudizio e quella di GameRankings che ha valutato il titolo con un 86.51%. In Giappone, la rivista Famitsū ha dato il giudizio di "eccellente" con un voto di 38/40. Inoltre è diventato uno dei diversi titoli usciti sulla console SEGA ad aver ricevuto un'edizione "Sega All Stars". La rivista Retro Gamer lo ha classificato come il ventesimo miglior gioco uscito per Dreamcast su un massimo di venticinque titoli. È considerato uno dei migliori titoli della serie.
Le recensioni italiane non si sono distaccate molto da quelle americane come indici di gradimento, infatti SpazioGames.it gli ha conferito come voto 9 mentre Gamesurf lo ha definito come "la più grande avventura di Sonic". La rivista Rolling Stone ne parlò come un gioco non perfetto, dove in alcune sequenze la gestione della telecamera era molto problematica e alcuni fasi di gioco vantavano di un level design non certo impeccabile, ma in generale l'esperienza si rivelava all'altezza delle aspettative degli appassionati.
Tuttavia nella pubblicazione su GameCube e Windows venne criticato in maniera molto variegata, la riedizione venne valutata negativamente da alcuni critici che avevano apprezzato la versione per Dreamcast mentre altri hanno apprezzato l'aggiunta della modalità Mission e la collezione dei titoli usciti originalmente su Game Gear, come GameZone che ha dato al rifacimento il voto di 8.3 e ScrewAttack che gli ha conferito 8.
Anche le recensioni italiane hanno subito un cambio di valutazione nei confronti del rifacimento rispetto all'originale anche se la maggior parte sono rimaste comunque positive, tra queste vi sono quelle di SpazioGames.it ed Everyeye.it che hanno dato come giudizio 6.5. La rivista Play Generation diede alla versione per PlayStation 3 un punteggio di 71/100, trovandolo lo stesso identico titolo del 1998 ma in una risoluzione in 720p ma non in 16:9, notando come difetti la telecamera traballante ed il fatto che la velocità non stupisse più come un tempo.
L'edizione originale per Dreamcast ha venduto più di due milioni e mezzo di copie, il gioco è stato infatti il più venduto in assoluto sull'ultima console SEGA.

## Adattamenti

### Fumetti
Archie Comics ha prodotto una storia tie-in basata su Sonic Adventure ambientandola nel fumetto Sonic the Hedgehog. L'adattamento è stato narrato dal numero 79 al numero 84 spiegando gli stessi eventi accaduti nel corso della storia del gioco. Nello stesso periodo di tempo della distribuzione dei vari numeri menzionati in precedenza, venne dedicato completamente il tredicesimo numero di Sonic Super Special alla storia del videogioco.
Inoltre, anche la serie a fumetti Sonic the Comic ha dato spazio alla storia del titolo videoludico negli ultimi dieci numeri, dal 175 al 184. In questa serie, però, è stato tenuto un adattamento abbastanza libero dello svolgimento della storia.

### Anime
La serie anime Sonic X include all'interno della seconda serie un adattamento degli eventi del gioco, che vengono narrati dall'episodio 27, La creatura del Caos all'episodio 32, La grande inondazione. Questo adattamento risulta fedele alla storia del gioco, soprattutto nella versione giapponese dove sono presenti alcune frasi utilizzate anche nel titolo videoludico. Tuttavia, oltre all'adattamento fedele sono stati aggiunti alcuni ruoli per i personaggi della saga che non sono comparsi in Sonic Adventure, tra cui Cream the Rabbit e Rouge the Bat.

## Sequel
Il seguito del gioco, Sonic Adventure 2, è stato pubblicato il 18 giugno 2001 in Nord America ed il 23 giugno 2001 in Giappone ed Europa per il Sega Dreamcast.
Nel videogioco del 2022 Sonic Frontiers, Eggman scopre che i Chaos Emerald giunsero sulla Terra decine di migliaia di anni fa assieme a una specie aliena avanzatissima chiamata Antichi, che dovettero atterrare a causa dell'attrazione delle gemme dal Master Emerald. Quando gli Antichi si estinsero, si devolverono nei Chao e non appena uno di questi toccò il Master Emerald mutò, assumendo l'aspetto dei propri antenati genetici e fu successivamente chiamato Chaos.